# Gitee
Gitee（簡体字: 码云; 繁体字: 碼雲; 拼音: Mǎyún）は、Gitを使用したソフトウェアのバージョン管理のためのオンラインフォージであり、主にオープンソースソフトウェアをその対象としている。2013年に深圳市を拠点とするOSChinaによって運営が開始された。Giteeは1,000万件以上のリポジトリをホストし、500万人以上の利用者がいると主張している。
中華人民共和国工業情報化部は「中国独自のオープンソースコードホスティングプラットフォーム」を構築するためにGiteeを選択した。
2022年5月18日、Giteeは今後は全てのコードが公開前に手動でのレビューが必要になることを発表した。Giteeはこの変更の理由を述べていないが、中国におけるオンライン検閲が強化されていることから、中国政府による命令であるという見方が広まっている。